# Romania ai Giochi della XXXII Olimpiade
La Romania ha partecipato ai Giochi della XXXII Olimpiade, che si sono svolti a Tokyo, Giappone, dal 23 luglio all'8 agosto 2021 (inizialmente previsti dal 24 luglio al 9 agosto 2020 ma posticipati per la pandemia di COVID-19) con centouno atleti, cinquantacinque uomini e quarantasei donne.
Si è trattata della ventiduesima partecipazione di questo paese ai Giochi estivi.

## Medaglie
| Riepilogo quotidiano | Riepilogo quotidiano | Riepilogo quotidiano | Riepilogo quotidiano | Riepilogo quotidiano | Riepilogo quotidiano | Riepilogo quotidiano |
| -------------------- | -------------------- | -------------------- | -------------------- | -------------------- | -------------------- | -------------------- |
| Giorno               | Data                 |                      |                      |                      | Totale               |                      |
| 1º                   | 24                   | 0                    | 1                    | 0                    | 1                    |                      |
| 5º                   | 28                   | 1                    | 1                    | 0                    | 2                    |                      |
| 6º                   | 29                   | 0                    | 1                    | 0                    | 1                    |                      |
| Totale               | Totale               | 1                    | 3                    | 0                    | 4                    |                      |

### Medagliere per disciplina
| Sport       | Oro | Argento | Bronzo | Totale |
| ----------- | --- | ------- | ------ | ------ |
| Canottaggio | 1   | 2       | 0      | 3      |
| Scherma     | 0   | 1       | 0      | 1      |
| Totale      | 1   | 3       | 0      | 4      |

### Medaglie
| Medaglia | Nome                                                            | Sport       | Evento                |
| -------- | --------------------------------------------------------------- | ----------- | --------------------- |
| Oro      | Nicoleta-Ancuța Bodnar Simona Radiș                             | Canottaggio | 2 di coppia femminile |
| Argento  | Ana Maria Popescu                                               | Scherma     | Spada femminile       |
| Argento  | Mihăiță Țigănescu Mugurel Semciuc Ștefan Berariu Cosmin Pascari | Canottaggio | 4 senza maschile      |
| Argento  | Marius Cozmiuc Ciprian Tudosă                                   | Canottaggio | 2 senza maschile      |

## Delegazione
| Sport            | Uomini | Donne | Totale |
| ---------------- | ------ | ----- | ------ |
| Atletica leggera | 4      | 6     | 10     |
| Calcio           | 22     | 0     | 22     |
| Canoa            | 2      | 0     | 2      |
| Canottaggio      | 17     | 19    | 36     |
| Ciclismo         | 2      | 0     | 2      |
| Ginnastica       | 1      | 2     | 3      |
| Judo             | 2      | 1     | 3      |
| Lotta            | 2      | 3     | 5      |
| Nuoto            | 3      | 1     | 4      |
| Pallacanestro    | 0      | 4     | 4      |
| Pugilato         | 1      | 1     | 2      |
| Scherma          | 1      | 1     | 2      |
| Tennis           | 0      | 3     | 3      |
| Tennistavolo     | 1      | 3     | 4      |
| Tiro             | 0      | 1     | 1      |
| Tiro con l'arco  | 0      | 1     | 1      |
| Triathlon        | 1      | 0     | 1      |
| Totale           | 55     | 46    | 101    |

## Risultati

### Canottaggio
| FA   | Qualificato in finale A (per le medaglie)     |
| FB   | Qualificato in finale B (non per le medaglie) |
| FC   | Qualificato in finale C (non per le medaglie) |
| FD   | Qualificato in finale D (non per le medaglie) |
| FE   | Qualificato in finale E (non per le medaglie) |
| FF   | Qualificato in finale F (non per le medaglie) |
| SA/B | Semifinali A/B                                |
| SC/D | Semifinali C/D                                |
| SE/F | Semifinali E/F                                |
| QF   | Qualificato ai quarti di finale               |
| R    | Ripescaggio                                   |

Maschile
| Atleta | Evento      | Batteria | Batteria  | Ripescaggio | Ripescaggio | Semifinali      | Semifinali      | Finale          | Finale    |
| Atleta | Evento      | Tempo    | Posizione | Tempo       | Posizione   | Tempo           | Posizione       | Tempo           | Posizione |
| --- | ----------- | -------- | --------- | ----------- | ----------- | --------------- | --------------- | --------------- | --------- |
| Marius Cozmiuc Ciprian Tudosă | 2 senza     | 6'33"86  | 1° SA/B   | N.D.        | N.D.        | 6'13"51         | 1° FA           | 6'16"58         | Argento   |
| Ioan Prundeanu Marian Enache | 2 di coppia | 6'13"62  | 3° SA/B   | N.D.        | N.D.        | 6'29"55         | 5° FB           | 6'16"86         | 9°        |
| Mihăiță Țigănescu Mugurel Semciuc Ștefan Berariu Cosmin Pascari                                                                        | 4 senza     | 6'03"51  | 4° R      | 6'09"72     | 1° FA       | N.D.            | N.D.            | 5'43"13         | Argento   |
| Alezandru Chioseaua Florin Lehaci Constantin Radu Sergiu Bejan Vlad Aicoboae Constantin Adam Florin Arteni Ciprian Huc Adrian Munteanu | Otto        | 5'39"84  | 3° R      | 5'27"14     | 5°          | non qualificati | non qualificati | non qualificati | 7°        |

Femminile
| Atleta | Evento                   | Batteria | Batteria  | Ripescaggio | Ripescaggio | Semifinali | Semifinali | Finale  | Finale    |
| Atleta | Evento                   | Tempo    | Posizione | Tempo       | Posizione   | Tempo      | Posizione  | Tempo   | Posizione |
| --- | ------------------------ | -------- | --------- | ----------- | ----------- | ---------- | ---------- | ------- | --------- |
| Adriana Ailincai Iuliana Buhus | 2 senza                  | 7'20"36  | 2ª SA/B   | N.D.        | N.D.        | 6'58"55    | 4ª FB      | 7'01"02 | 9ª        |
| Nicoleta-Ancuța Bodnar Simona Radiș | 2 di coppia              | 6'49"79  | 1ª SA/B   | N.D.        | N.D.        | 7'04"31    | 1ª FA      | 6'41"03 | Oro       |
| Ionela Cozmiuc Gianina Beleaga | 2 di coppia pesi leggeri | 7'01"74  | 1ª SA/B   | N.D.        | N.D.        | 6'42"08    | 3ª FA      | 6'49"40 | 6ª        |
| Madalina Heghes Elena Logofatu Cristina Popescu Roxana Anghel                                                                               | 4 senza                  | 6'40"02  | 3ª R      | 6'47"38     | 3ª FB       | N.D.       | N.D.       | 6'35"12 | 9ª        |
| Magdalena Rusu Viviana Bejinariu Georgiana Dedu Maria Tivodariu Ioana Vrinceanu Amalia Beres Mădălina Bereș Denisa Tilvescu Daniela Druncea | Otto                     | 6'09"95  | 2ª R      | 5'52"99     | 1ª FA       | N.D.       | N.D.       | 6'04"06 | 6°        |